# Кобра індійська
Кобра індійська (Naja naja) — вид отруйних змій родини аспідових, поширений на півострові Індостан.

## Опис
Загальна довжина досягає 1,6-2,2 м. Закруглена й дещо притуплена голова плавно переходить у тулуб. Очі невеликі, з круглими зіницями, голова вкрита великими щитками, верхня щелепа наділена парними отруйними іклами, за якими слідують ще 1—3 маленьких зуба, відокремлених від них проміжком. Тулуб вкрито гладенькою лускою, хвіст довгий, досить тонкий.
Забарвлення дуже мінливе, в одному й тому ж районі можуть зустрічатися зовсім по-різному забарвлені змії. Загальний фон забарвлення коливається від жовтувато-сірого до бурого і навіть чорного. Черево світло-сіре або жовтувато-буре. У молодих особин на тулубі добре помітні широкі темні поперечні смуги, які з віком поступово тьмяніють та зникають.
Найбільш примітні в забарвленні індійської кобри так звані «окуляри» — чіткий світлий малюнок на задній стороні шиї, який стає добре видно при оборонній позі змії. Значення яскравого малюнка на спині дуже велике — він утримує від нападу хижака, навіть якщо той зумів забігти до змії з тилу, коли вона не може завдати йому укус. Цей малюнок може коливатися від 2 великих, облямованих білим, темних плям, з'єднаних зверненою донизу світлою дугою, до 1 темної плями з широкою білою облямовкою.

## Спосіб життя
Полюбляє руїни, коріння дерев, термітники, яри, кам'янисті осипи, купи хмизу, місцини біля людського житла. Зустрічається на висоті до 2700 м над рівнем моря. Активна вдень. Живляться жабами, гризунами, птахами та зміями.
При небезпеці кобра вертикально підіймає передню третину тулуба і, тримаючи голову горизонтально в напрямку супротивника, розводить у сторони 8 передніх пар шийних ребер. Шия при цьому сплощується та розширюється, і на розтягнутій шкірі зі спинної сторони яскраво виділяється малюнок «окулярів». Отрута досить небезпечна для людини, має нейротоксичну властивість.
Це яйцекладна змія. Парування відбувається у січні—лютому, а в травні самки відкладають по 10-20 яєць (відомі кладки до 45 яєць). Самці і самки тримаються парами як у період розмноження, так й в після цього — до вилуплення молодих кобр, які при народжені мають 25 см завдовжки. Кладка яєць охороняється самкою, іноді й самцем. Розвиток яєць триває близько 70-80 днів.

## Кобра й людина

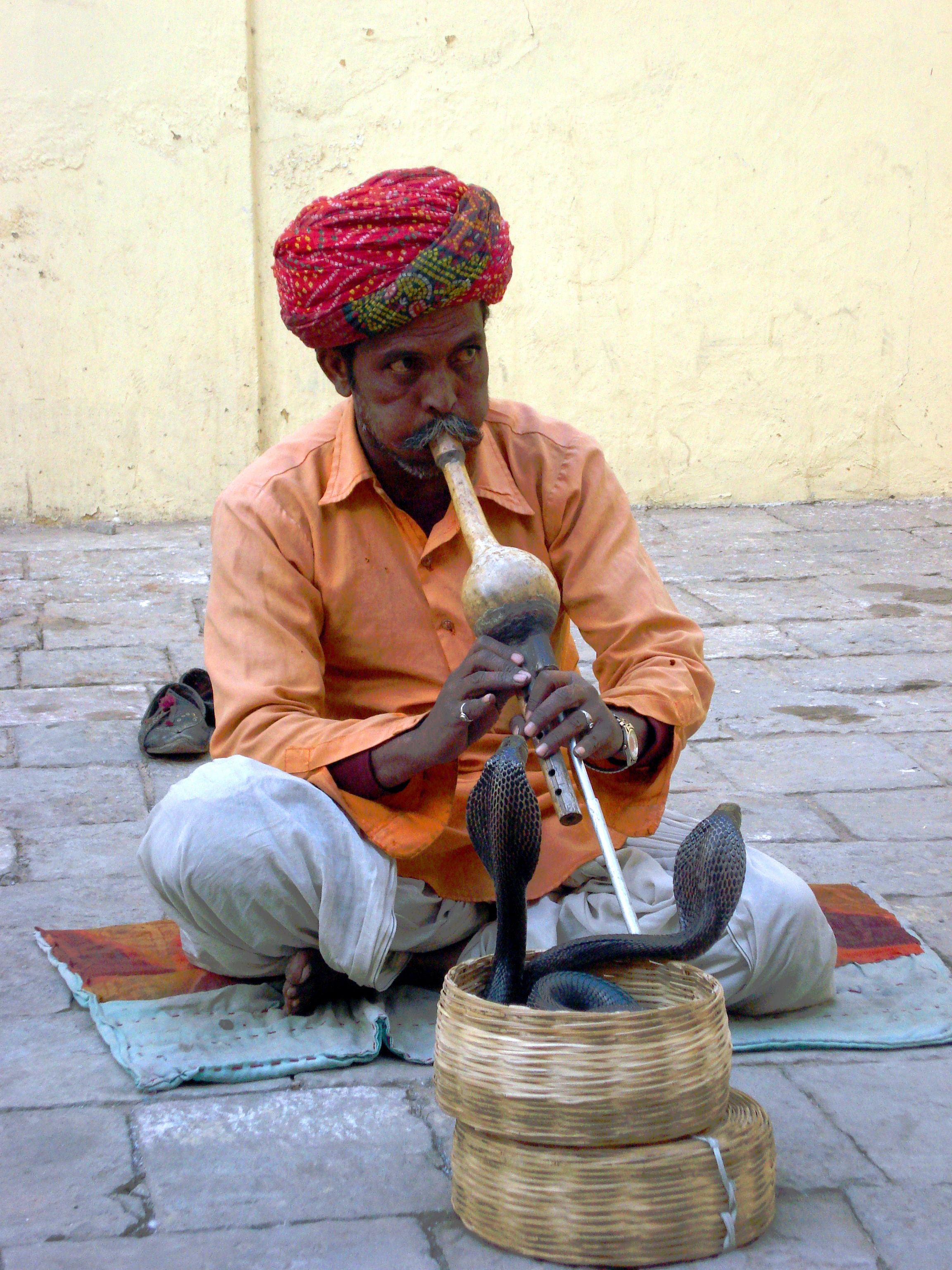
Заклинатель й індійська кобра

Серед населення Індії ця змія користується особливим шануванням, з нею пов'язано безліч легенд і оповідей. Її використовують у своїх виставах заклиначі змій. Вони тримають кобр у круглих плетених кошиках, а перед виступом знімають кришку з кошику та дають кобрі встати в її ефектній позі. Граючи на духовому інструменті, заклинатель погойдується зі сторони убік у такт музиці. Змія, звичайно, не чує музики, оскільки у змій немає зовнішнього органу слуху, але вона стежить за людиною і, не зводячи з нього погляду, погойдується слідом за ним. У глядачів складається враження, що змія «танцює» під музику.
Досвідчені заклинателі наближаються до змії, доторкаються до неї чолом, цілують її губами у кінчик носа та проробляють низку інших маніпуляцій. Деякі менш досвідчені заклинателі, не сподіваючись на своє вміння, обламують у кобри її отруйні зуби. Але це нерідко призводить до трагічних наслідків: по-перше, навіть обламаною основою зуба змія може нанести поранення, по-друге, замість зламаних зубів досить швидко відростають не менш отруйні зуби-заступники. Крім того, після вистави глядачі часто бажають переконатися в наявності у змій отруйних зубів. Тому досвідчені заклинателі не застосовують обман, вистави їх спираються на виняткову спритність, обережність й вміння, знанні поведінки кобр, характеру кожної тварин. Кобра в цьому відношенні дуже зручний об'єкт, тому що вона ніколи не кусає без особливої необхідності, і навіть якщо робить кидок у бік ворога, часто не розкриває рота (фальшивий кидок). Повільні і спокійні, точно розраховані рухи заклинателя дозволяють йому робити з коброю ефектні номери, не викликаючи агресії з боку змії.

## Поширення
Поширена в Східному Ірані, Афганістані, Пакистані, Індії, Бангладеш, Непалі, Бутані, на о. Шрі-Ланка.